# Brintesia circe
Brintesia circe es un lepidóptero ropalócero de la familia Nymphalidae.

## Distribución
Se distribuye por el centro y sur de Europa (incluyendo las islas de Córcega, Cerdeña, Sicilia, Tasos y Lesbos; ausente en las Baleares), Turquía, Irán y hasta el Himalaya. En la península ibérica se encuentra por todas partes exceptuando la costa cantábrica.

## Taxonomía
En la península ibérica las poblaciones pertenecen a la subespecie Brintesia circe hispanica, Spuler, 1908.

## Descripción
Se puede confundir con Hipparchia fagi y Hipparchia alcyone, pero se puede diferenciar fácilmente gracias a la mancha blanca en la zona discal del reverso de las alas posteriores.

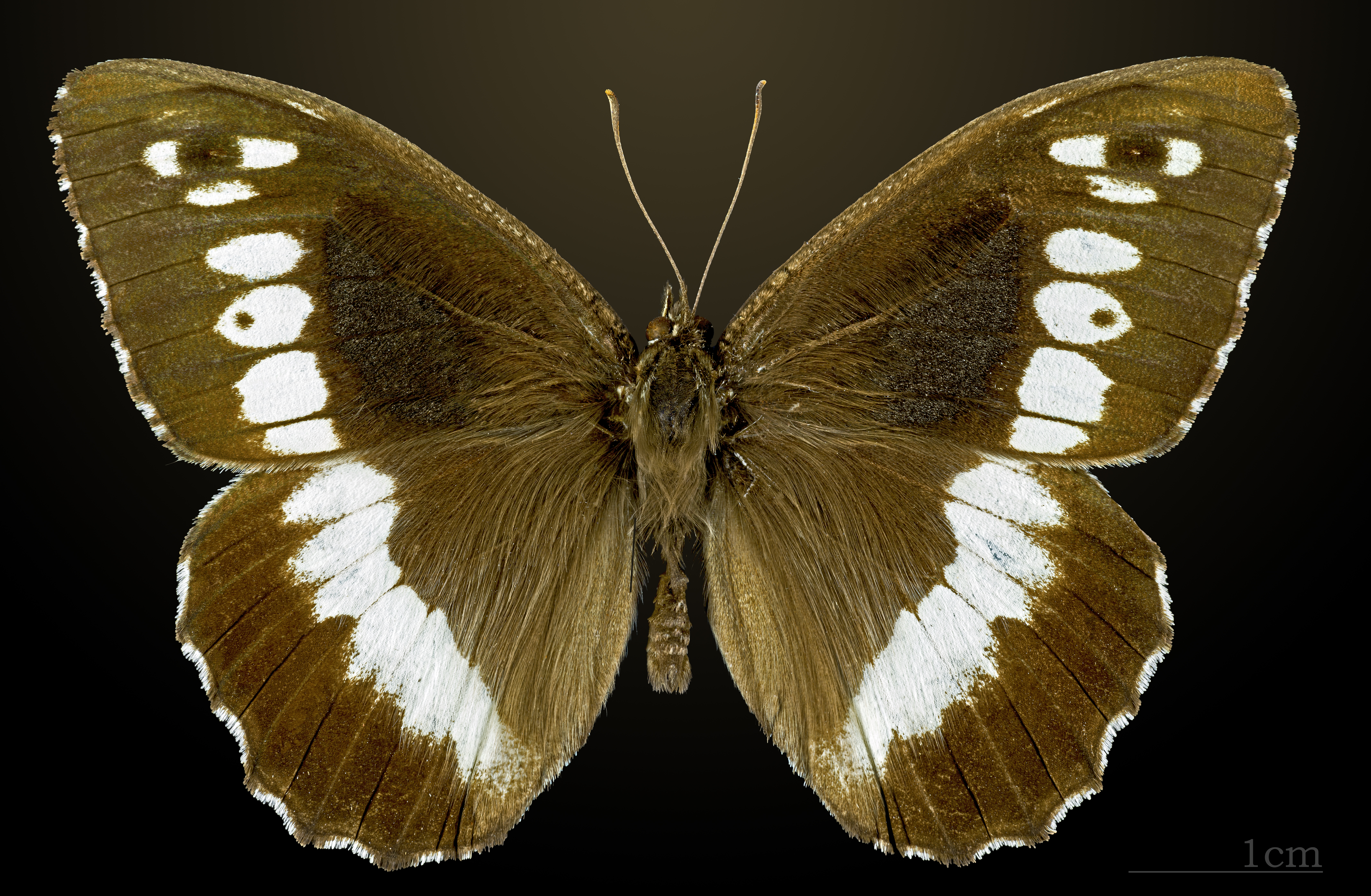
B. circe ♂ MHNT
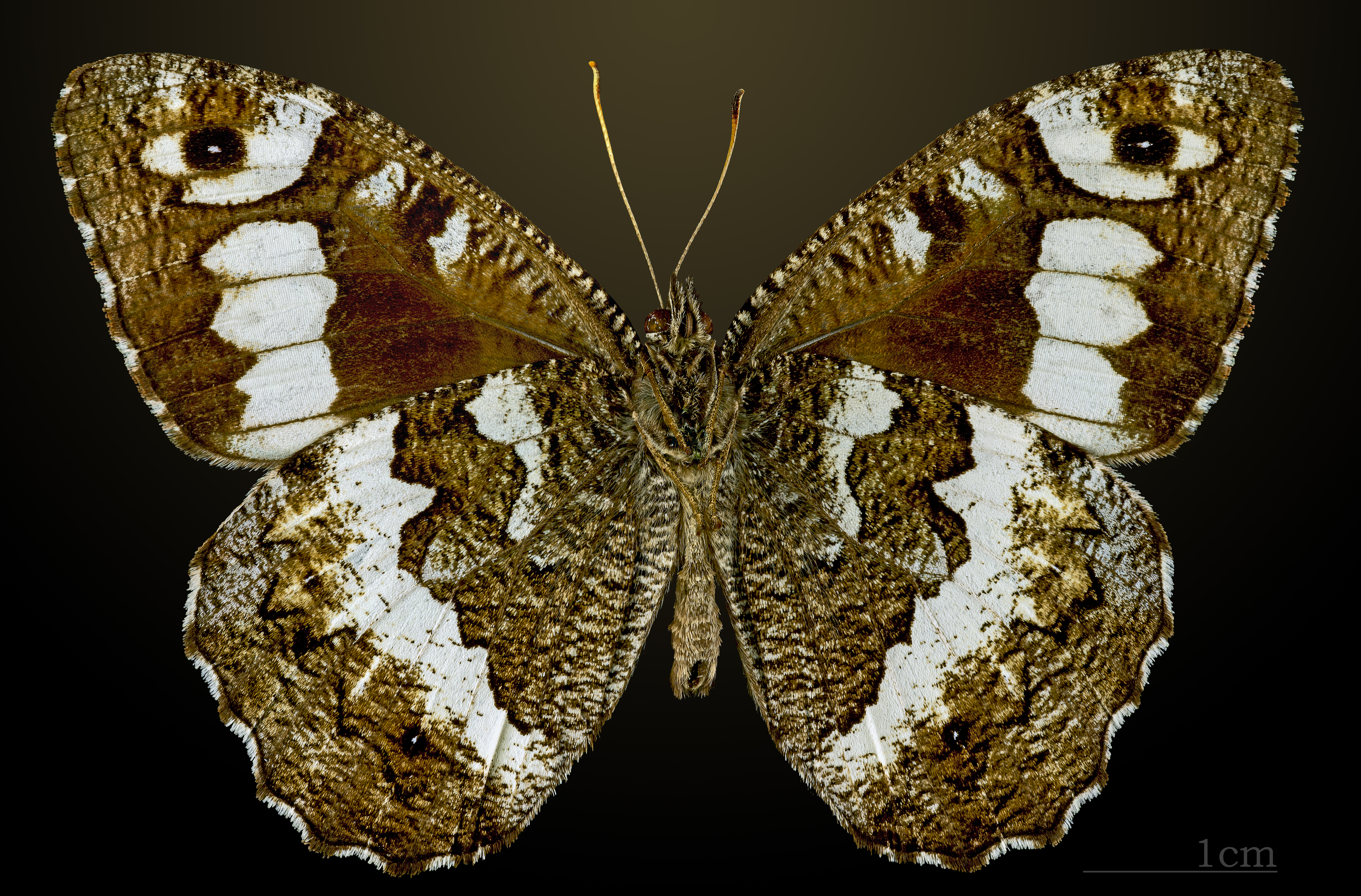
B. circe ♂ △ MHNT
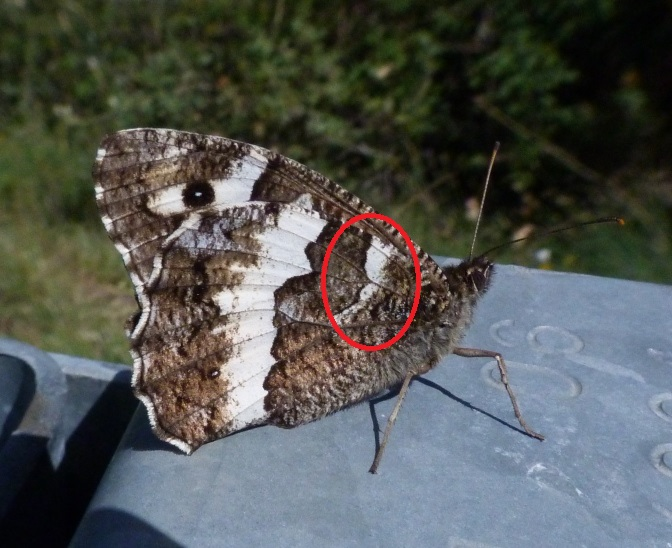
Mancha blanca característica

## Hábitat
Normalmente habita zonas secas, arbustivas y con hierba. La oruga se alimenta de gramíneas tales como Bromus, Festuca, Brachypodium phoenicoides, Carex, etc.

## Periodo de vuelo
Vuela en una sola generación entre comienzos de junio y mediados de septiembre, según la localidad.